# پارک ملی کریستوستومو فالکون
پارک ملی کریستوستومو فالکون (به اسپانیایی: Parque nacional Juan Crisóstomo Falcón) یک پارک ملی در ونزوئلا است.